# Морабито, Рокко

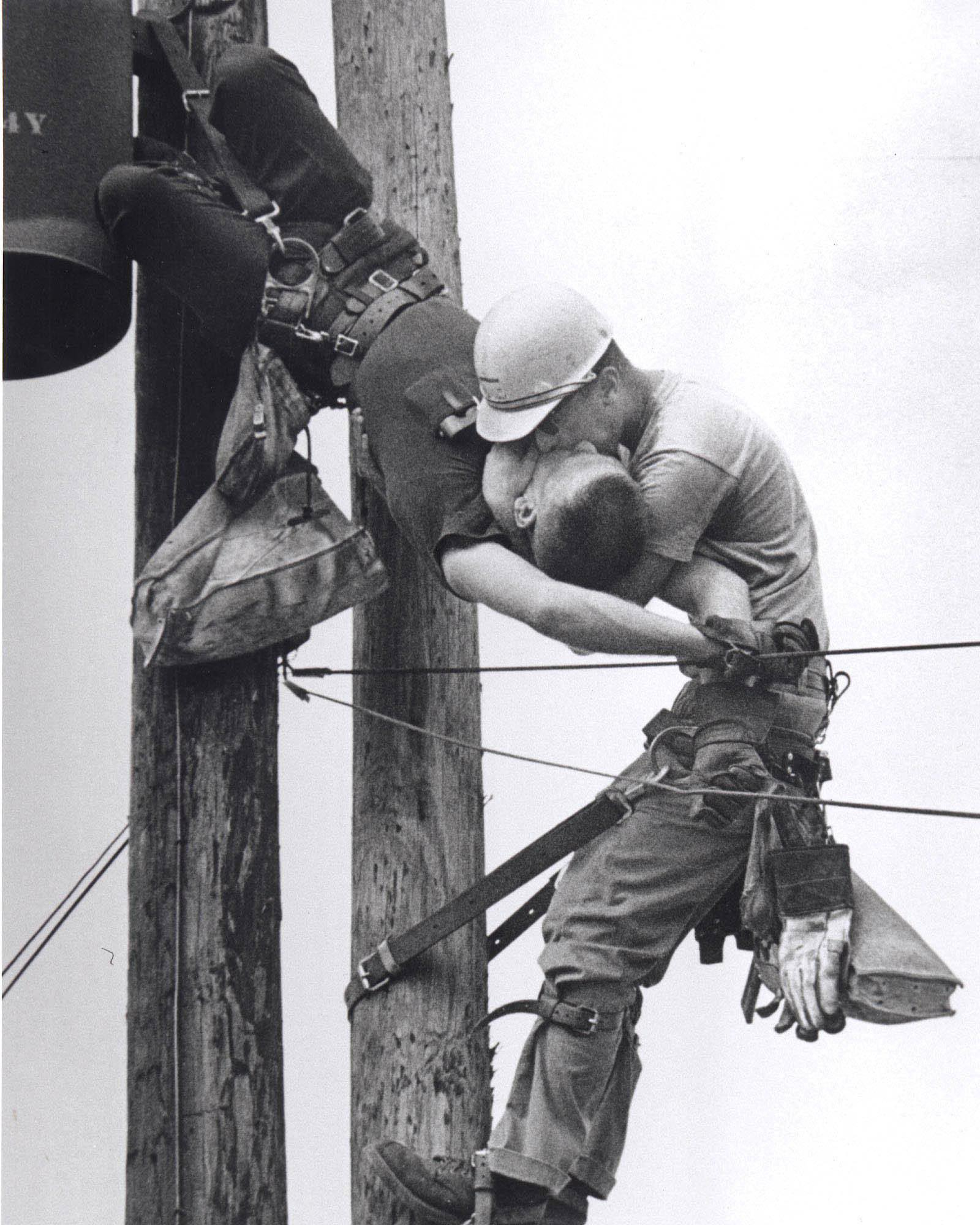
Одна из его фотографий

Рокко Морабито (англ. Rocco Morabito, 2 ноября 1920 года — 5 апреля 2009 года) — американский фотограф и первый лауреат Пулитцеровской премии за новостную фотографию 1968 года.

## Биография
Морабито родился в Порт-Честере, но уже в пятилетнем возрасте вместе с семьёй переехал во Флориду, где к десяти годам подрабатывал разносчиком Jacksonville Journal. В 1939 году он был повышен до работника отдела распространения. Во время Второй мировой войны юноша служил в Военно-воздушных силах Армии США наводчиком на бомбардировщике B-17. В послевоенные годы Морабито начал карьеру спортивного и новостного журналиста в Jacksonville Journal, но вскоре сменил направление и перешёл в отдел фотографии. В этот период его работы также публиковал журнал Life.
В 1967 году Морабито сделал принёсший ему впоследствии Пулитцеровскую премию снимок «Поцелуй жизни» («The Kiss of Life»). Фотография запечатлела электрика-высотника Дж. Д. Томпсона, спасающего своего коллегу Рэндалла Г. Чемпиона. Они выполняли плановое техническое обслуживание, когда Чемпион случайно задел одну из низковольтных линий электропередач. Томпсон успел добраться до него и провести сердечно-лёгочную реанимацию. Морабито так описывал произошедшее: «Я услышал крик. Я поднял глаза и увидел, что человек свисает. <..> Я не знал, что делать. Я сразу же сделал снимок. <…> Я подошёл к машине и вызвал скорую. <..> Я отступал, пока не уткнулся в здание и не мог идти дальше. Я сделал ещё один снимок. Затем услышал крик Томпсона: „Он дышит!“». После инцидента оба электрика прожили ещё несколько десятилетий.
Всего Морабито проработал в Jacksonville Journal 42 года, до выхода на пенсию в 1982 году. Он скончался в возрасте 88 лет в 2009 году.